# مورتن آنسگار کوئیم
مورتن آنسگار کِوِئیم (نروژی: Morten Ansgar Kveim؛ ‏ ۲۷ دسامبر ۱۸۹۲ – ۲۴ مارس ۱۹۶۶) آسیب‌شناس اهل نروژ بود که بابت تشریح آزمون کِوِئیم شهرت دارد. وی ابتدا در رشتهٔ لغت‌شناسی تحصیل کرد و سپس به پزشکی روی آورد و بدین منظور به دانشگاه اسلو رفت و در سال ۱۹۲۴ فارغ‌التحصیل شد. وی پس از ۱۹۲۹ در ریکشوسپیتالت و اسلو در دپارتمان‌های مختلف بیماری‌های پوست و مو مشغول به‌کار شد.